# ミク、僕だけの妹
『ミク、僕だけの妹』（ミク、ぼくだけのいもうと）は、2018年4月25日に公開された城定秀夫監督による日本のオリジナルビデオ、映画作品。

## 概要
2018年4月25日にレンタル開始。2018年6月2日にセル販売開始されたオリジナルビデオ作品。
兄妹恋愛ものを思わすタイトル、序盤のストーリーと相反する、中盤のどんでん返しが話題となり、2019年11月1日には城定秀夫特集の1本として東京・ポレポレ東中野で劇場公開された。
前述のような展開であるため、ウェブサイトなどでのあらすじ紹介では兄が妹に恋心を抱く、禁断の愛の物語であることしか触れられないことが多い。

## ストーリー
妹のミクと一緒に暮らす兄の鯖夫。昼間は工場で働く鯖夫だったが、妹を溺愛するあまり一線を越えてしまう。するとミクは目を見開いたまま動かなくなる。実はミクは「いもうと39号ミク」というヒューマノイドであり、起動停止スイッチが入り動かなくなってしまったのだ。ヒューマノイド会社セールスマンが訪問し、ヒューマノイドは戦争とセックスには使えないように作られていることを説明。鯖夫はおすすめの新型ヒューマノイドを紹介され購入。そして性交できるパッチの噂を知った鯖夫はICチップを入手し、ミクに挿入することを試みる。しかし再起動したミクは以前の記憶を失い、鯖夫の前から去り「兄」を探すために海へと出るのだった。

## 登場人物
ミク
演 - 伊東ちなみ
妹。実はヒューマノイドの「いもうと39号ミク」。
鯖夫
演 - 麻木貴仁
妹思いの兄。兵器工場に勤務する。
鮒子　
演 - 和田光沙
工場勤務の女性。
みつお
演 - 佐々木道成

ナナミ
演 - なごみ

山田兄
演 - 久保獅子

山田弟
演 - 一本木渡

メーカーの人
演 - 吉田覚丸

先輩工員
演 - 山科薫

呼び込み
演 - 松本真輝

ブティック店員
演 - しじみ

ニュースキャスター
演 - TERADA

工員
演 - チムラヨシヤ、田崎聖裕、郡司博史

## スタッフ
- 製作：藤本款、久保和明
- プロデューサー：原口洋平、秋山智則、久保和明
- 撮影照明：海津真也
- 録音：近藤崇生
- 助監督：伊藤一平
- 監督・脚本・編集：城定秀夫
- スチール：本田あきら
- ヘアメイク：向香純
- 撮影協力：アートワークスラパン
- 制作プロダクション：レオーネ
- 製作：ミク僕だけの妹製作委員会（クロックワークス、レオーネ）